# Theonoe africana
Theonoe africana är en spindelart som beskrevs av Lodovico di Caporiacco 1947. Theonoe africana ingår i släktet Theonoe och familjen klotspindlar.
Artens utbredningsområde är Tanzania. Inga underarter finns listade i Catalogue of Life.